# Japetella diaphana
Japetella diaphana é uma espécie de molusco pertencente à família Amphitretidae.
A autoridade científica da espécie é Hoyle, tendo sido descrita no ano de 1885.
Trata-se de uma espécie presente no território português, incluindo a zona económica exclusiva.